# Golden Globe Award/Bester Nebendarsteller
Gewinner und Nominierte für den Golden Globe Award in der Kategorie Bester Nebendarsteller (Best Performance by an Actor in a Supporting Role in a Motion Picture), die die herausragendsten Schauspielleistungen des vergangenen Kalenderjahres prämiert. Die Kategorie wurde im Jahr 1944 ins Leben gerufen.
45 Mal wurde der Sieger später mit dem Oscar ausgezeichnet, zuletzt 2025 geschehen, mit der Preisvergabe an  Kieran Culkin (A Real Pain). 1953, 1957, 1960, 1966–1968, 1976 und 2017 fand die preisgekrönte Filmrolle keine Berücksichtigung für den Oscar. Die seltene Ehre, in einem Jahr für zwei unterschiedliche Filmrollen nominiert zu werden, wurde 1969 dem Briten Hugh Griffith (Ein Mann wie Hiob, Oliver) und 1987 dem US-Amerikaner Dennis Hopper (Blue Velvet, Freiwurf) zuteil. 2008 wurde der Australier Heath Ledger (The Dark Knight) postum geehrt.
50 Mal konnten US-amerikanische Schauspieler den Darstellerpreis erringen, gefolgt von ihren Kollegen aus Großbritannien (16 Siege) und Österreich (vier Siege). Akteure aus dem deutschsprachigen Raum konnten sich 1966, 1986 und 2010 und 2013 in die Siegerliste einreihen, als sich Oskar Werner (Der Spion, der aus der Kälte kam), Klaus Maria Brandauer (Jenseits von Afrika) beziehungsweise Christoph Waltz (Inglourious Basterds und Django Unchained) in englischsprachigen Produktionen gegen die Konkurrenz durchsetzen konnten. Vergeblich um den Preis konkurrierten 1966 Hardy Krüger (Der Flug des Phoenix), 1978 Maximilian Schell (Julia) sowie 2014 Daniel Brühl (Rush – Alles für den Sieg) und der Deutsch-Ire Michael Fassbender (12 Years a Slave). Der bisher einzige Schauspieler, der für eine nicht-englischsprachige Rolle nominiert wurde und gewann, war 2001 der Puerto Ricaner Benicio del Toro für seinen spanischsprachigen Part in der Hollywood-Produktion Traffic – Macht des Kartells.
| Statistik                          | Name                 | Anzahl | Jahr                          |
| ---------------------------------- | -------------------- | ------ | ----------------------------- |
| Häufigste Auszeichnungen           | Richard Attenborough | 2      | 1967, 1968                    |
| Häufigste Auszeichnungen           | Edmund Gwenn         | 2      | 1948, 1951                    |
| Häufigste Auszeichnungen           | Martin Landau        | 2      | 1989, 1995                    |
| Häufigste Auszeichnungen           | Edmond O’Brien       | 2      | 1955, 1965                    |
| Häufigste Auszeichnungen           | Christoph Waltz      | 2      | 2010, 2013                    |
| Häufigste Auszeichnungen           | Brad Pitt            | 2      | 1996, 2020                    |
| Häufigste Nominierungen (* = Sieg) | Jack Nicholson       | 5      | 1970, 1982, 1984*, 1993, 2007 |
| Häufigste Nominierungen ohne Sieg  | Hugh Griffith        | 3      | 1964, 1969, 1969              |
| Häufigste Nominierungen ohne Sieg  | Jason Robards        | 3      | 1977, 1978, 1981              |

Die unten aufgeführten Filme werden mit ihrem deutschen Verleihtitel (sofern ermittelbar) angegeben, danach folgt in Klammern in kursiver Schrift der fremdsprachige Originaltitel. Die Nennung des Originaltitels entfällt, wenn deutscher und fremdsprachiger Filmtitel identisch sind. Die Gewinner stehen hervorgehoben an erster Stelle. Mit einem * gekennzeichnet sind Schauspieler, die später den Oscar für die Beste Nebenrolle des Jahres gewannen.

## 1940er Jahre
1944
Akim Tamiroff – Wem die Stunde schlägt (For Whom the Bell Tolls)

1945
Barry Fitzgerald* – Der Weg zum Glück (Going My Way)

1946
J. Carrol Naish – A Medal for Benny

1947
Clifton Webb – Auf Messers Schneide (The Razor’s Edge)

1948
Edmund Gwenn* – Das Wunder von Manhattan (Miracle on 34th Street)

1949
Walter Huston* – Der Schatz der Sierra Madre (The Treasure of the Sierra Madre)

## 1950er Jahre
1950
James Whitmore – Kesselschlacht (Battleground)
- David Brian – Griff in den Staub (Intruder in the Dust)

1951
Edmund Gwenn – Mister 880
- George Sanders* – Alles über Eva (All About Eve)
- Erich von Stroheim – Boulevard der Dämmerung (Sunset Boulevard)

1952
Peter Ustinov – Quo vadis?

1953
Millard Mitchell – My Six Convicts
- Kurt Kasznar – Mein Sohn entdeckt die Liebe (The Happy Time)
- Gilbert Roland – Stadt der Illusionen (The Bad and the Beautiful)

1954
Frank Sinatra* – Verdammt in alle Ewigkeit (From Here to Eternity)

1955
Edmond O’Brien* – Die barfüßige Gräfin (The Barefoot Contessa)

1956
Arthur Kennedy – Das Komplott (Trial)

1957
Earl Holliman – Der Regenmacher (The Rainmaker)
- Eddie Albert – Das kleine Teehaus (The Teahouse of the August Moon)
- Oskar Homolka – Krieg und Frieden (War and Peace)
- Anthony Quinn* – Vincent van Gogh – Ein Leben in Leidenschaft (Lust for Life)
- Eli Wallach – Baby Doll – Begehre nicht des anderen Weib (Baby Doll)

1958
Red Buttons* – Sayonara
- Lee J. Cobb – Die zwölf Geschworenen (12 Angry Men)
- Sessue Hayakawa – Die Brücke am Kwai (The Bridge on the River Kwai)
- Nigel Patrick – Das Land des Regenbaums (Raintree County)
- Ed Wynn – The Great Man

1959
Burl Ives* – Weites Land (The Big Country)
- Harry Guardino – Hausboot (Houseboat)
- David Ladd – Der stolze Rebell (The Proud Rebel)
- Gig Young – Reporter der Liebe (Teacher’s Pet)
- Efrem Zimbalist Jr. – Bevor die Nacht anbricht (Home Before Dark)

## 1960er Jahre
1960
Stephen Boyd – Ben Hur (Ben-Hur)
- Fred Astaire – Das letzte Ufer (On the Beach)
- Tony Randall – Bettgeflüster (Pillow Talk)
- Robert Vaughn – Der Mann aus Philadelphia (The Young Philadelphians)
- Joseph N. Welch – Anatomie eines Mordes (Anatomy of a Murder)

1961
Sal Mineo – Exodus
- Lee Kinsolving – Das Dunkel am Ende der Treppe (The Dark at the Top of the Stairs)
- Ray Stricklyn – Die Plünderer (The Plunderers)
- Woody Strode – Spartacus
- Peter Ustinov* – Spartacus

1962
George Chakiris* – West Side Story
- Montgomery Clift – Urteil von Nürnberg (Judgment at Nuremberg)
- Jackie Gleason – Haie der Großstadt (The Hustler)
- Tony Randall – Ein Pyjama für zwei (Lover Come Back)
- George C. Scott – Haie der Großstadt (The Hustler)

1963
Omar Sharif – Lawrence von Arabien (Lawrence of Arabia)
- Ed Begley* – Süßer Vogel Jugend (Sweet Bird of Youth)
- Victor Buono – Was geschah wirklich mit Baby Jane? (What Ever Happened to Baby Jane?)
- Harry Guardino – Es begann in Rom (The Pigeon That Took Rome)
- Ross Martin – Der letzte Zug (Experiment in Terror)
- Paul Newman – Hemingways Abenteuer eines jungen Mannes (Hemingway’s Adventures of a Young Man)
- Cesar Romero – … gefrühstückt wird zu Hause (If a Man Answers)
- Telly Savalas – Der Gefangene von Alcatraz (Birdman of Alcatraz)
- Peter Sellers – Lolita
- Harold J. Stone – Der Chapman-Report (The Chapman Report)

1964
John Huston – Der Kardinal (The Cardinal)
- Lee J. Cobb – Wenn mein Schlafzimmer sprechen könnte (Come Blow Your Horn)
- Bobby Darin – Captain Newman (Captain Newman, M.D.)
- Melvyn Douglas* – Der Wildeste unter Tausend (Hud)
- Hugh Griffith – Tom Jones – Zwischen Bett und Galgen (Tom Jones)
- Paul Mann – Die Unbezwingbaren (America, America)
- Roddy McDowall – Cleopatra
- Gregory Rozakis – Die Unbezwingbaren (America, America)

1965
Edmond O’Brien – Sieben Tage im Mai (Seven Days in May)
- Cyril Delevanti – Die Nacht des Leguans (The Night of the Iguana)
- Stanley Holloway – My Fair Lady
- Gilbert Roland – Cheyenne (Cheyenne Autumn)
- Lee Tracy – Der Kandidat (The Best Man)

1966
Oskar Werner – Der Spion, der aus der Kälte kam (The Spy Who Came in from the Cold)
- Red Buttons – Die Welt der Jean Harlow (Harlow)
- Frank Finlay – Othello
- Hardy Krüger – Der Flug des Phoenix (The Flight of the Phoenix)
- Telly Savalas – Die letzte Schlacht (Battle of the Bulge)

1967
Richard Attenborough – Kanonenboot am Yangtse-Kiang (The Sand Pebbles)
- Mako – Kanonenboot am Yangtse-Kiang (The Sand Pebbles)
- John Saxon – Südwest nach Sonora (The Appaloosa)
- George Segal – Wer hat Angst vor Virginia Woolf? (Who’s Afraid of Virginia Woolf?)
- Robert Shaw – Ein Mann zu jeder Jahreszeit (A Man for All Seasons)

1968
Richard Attenborough – Doktor Dolittle (Doctor Dolittle)
- John Cassavetes – Das dreckige Dutzend (The Dirty Dozen)
- George Kennedy* – Der Unbeugsame (Cool Hand Luke)
- Michael J. Pollard – Bonnie und Clyde (Bonnie and Clyde)
- Efrem Zimbalist Jr. – Warte, bis es dunkel ist (Wait Until Dark)

1969
Daniel Massey – Star!
- Beau Bridges – Liebling (For Love of Ivy)
- Ossie Davis – Mit eisernen Fäusten (The Scalphunters)
- Hugh Griffith – Ein Mann wie Hiob (The Fixer)
- Hugh Griffith – Oliver (Oliver!)
- Martin Sheen – Rosen für die Lady (The Subject Was Roses)

## 1970er Jahre
1970
Gig Young* – Nur Pferden gibt man den Gnadenschuß (They Shoot Horses, Don't They?)
- Red Buttons – Nur Pferden gibt man den Gnadenschuß (They Shoot Horses, Don't They?)
- Jack Nicholson – Easy Rider
- Anthony Quayle – Königin für tausend Tage (Anne of the Thousand Days)
- Mitch Vogel – Der Gauner (The Reivers)

1971
John Mills* – Ryans Tochter (Ryan’s Daughter)
- Chief Dan George – Little Big Man
- George Kennedy – Airport
- John Marley – Love Story
- Trevor Howard – Ryans Tochter (Ryan’s Daughter)

1972
Ben Johnson* – Die letzte Vorstellung (The Last Picture Show)
- Tom Baker – Nikolaus und Alexandra (Nicholas and Alexandra)
- Art Garfunkel – Die Kunst zu lieben (Carnal Knowledge)
- Paul Mann – Anatevka (Fiddler on the Roof)
- Jan-Michael Vincent – Nach Hause (Going Home)

1973
Joel Grey* – Cabaret
- James Caan – Der Pate (The Godfather)
- James Coco – Der Mann von La Mancha (Man of La Mancha)
- Alec McCowen – Reisen mit meiner Tante (Travels with My Aunt)
- Clive Revill – Avanti, Avanti! (Avanti!)

1974
John Houseman* – Die Zeit der Prüfungen (The Paper Chase)
- Martin Balsam – Sommerwünsche – Winterträume (Summer Wishes, Winter Dreams)
- Jack Gilford – Save the Tiger
- Randy Quaid – Das letzte Kommando (The Last Detail)
- Max von Sydow – Der Exorzist (The Exorcist)

1975
Fred Astaire – Flammendes Inferno (The Towering Inferno)
- Eddie Albert – Die härteste Meile (The Longest Yard)
- Bruce Dern – Der große Gatsby (The Great Gatsby)
- John Huston – Chinatown
- Sam Waterston – Der große Gatsby (The Great Gatsby)

1976
Richard Benjamin – Die Sunny Boys (The Sunshine Boys)
- John Cazale – Hundstage (Dog Day Afternoon)
- Charles Durning – Hundstage (Dog Day Afternoon)
- Henry Gibson – Nashville
- Burgess Meredith – Der Tag der Heuschrecke (The Day of the Locust)

1977
Laurence Olivier – Der Marathon-Mann (Marathon Man)
- Marty Feldman – Mel Brooks’ letzte Verrücktheit: Silent Movie (Silent Movie)
- Ron Howard – Der letzte Scharfschütze (The Shootist)
- Jason Robards* – Die Unbestechlichen (All the President’s Men)
- Oskar Werner – Reise der Verdammten (Voyage of the Damned)

1978
Peter Firth – Equus – Blinde Pferde (Equus)
- Mikhail Baryshnikov – Am Wendepunkt (The Turning Point)
- Alec Guinness – Krieg der Sterne (Star Wars)
- Jason Robards* – Julia
- Maximilian Schell – Julia

1979
John Hurt – 12 Uhr nachts – Midnight Express (Midnight Express)
- Bruce Dern – Coming Home – Sie kehren heim (Coming Home)
- Dudley Moore – Eine ganz krumme Tour (Foul Play)
- Robert Morley – Die Schlemmer-Orgie (Who Is Killing the Great Chefs of Europe?)
- Christopher Walken* – Die durch die Hölle gehen (The Deer Hunter)

## 1980er Jahre
1980
Melvyn Douglas* – Willkommen Mr. Chance (Being There)

Robert Duvall – Apocalypse Now
- Frederic Forrest – The Rose
- Justin Henry – Kramer gegen Kramer (Kramer vs. Kramer)
- Laurence Olivier – Ich liebe dich – I love you – Je t’aime (A Little Romance)

1981
Timothy Hutton* – Eine ganz normale Familie (Ordinary People)
- Jason Robards – Melvin und Howard (Melvin and Howard)
- Judd Hirsch – Eine ganz normale Familie (Ordinary People)
- Joe Pesci – Wie ein wilder Stier (Raging Bull)
- Scott Wilson – The Ninth Configuration

1982
John Gielgud* – Arthur – Kein Kind von Traurigkeit (Arthur)
- James Coco – Mrs. Hines und Tochter (Only When I Laugh)
- Jack Nicholson – Reds
- Howard E. Rollins Jr. – Ragtime
- Orson Welles – Butterfly – Der blonde Schmetterling (Butterfley)

1983
Louis Gossett Jr.* – Ein Offizier und Gentleman (An Officer and a Gentleman)
- Raúl Juliá – Der Sturm (Eine überraschende Komödie) (Tempest)
- David Keith – Ein Offizier und Gentleman (An Officer and a Gentleman)
- James Mason – The Verdict – Die Wahrheit und nichts als die Wahrheit (The Verdict)
- Jim Metzler – Tex

1984
Jack Nicholson* – Zeit der Zärtlichkeit (Terms of Endearment)
- Steven Bauer – Al Pacino – Scarface (Scarface)
- Charles Durning – Sein oder Nichtsein (To Be or Not to Be)
- Gene Hackman – Under Fire
- Kurt Russell – Silkwood

1985
Haing S. Ngor* – The Killing Fields – Schreiendes Land (The Killing Fields)
- Adolph Caesar – Sergeant Waters – Eine Soldatengeschichte (A Soldier’s Story)
- Richard Crenna – Flamingo Kid (The Flamingo Kid)
- Jeffrey Jones – Amadeus
- Pat Morita – Karate Kid (The Karate Kid)

1986
Klaus Maria Brandauer – Jenseits von Afrika (Out of Africa)
- Joel Grey – Remo – unbewaffnet und gefährlich (Remo Williams: The Adventure Begins)
- John Lone – Im Jahr des Drachen (Year of the Dragon)
- Eric Roberts – Expreß in die Hölle (Runaway Train)
- Eric Stoltz – Die Maske (Mask)

1987
Tom Berenger – Platoon
- Michael Caine* – Hannah und ihre Schwestern (Hannah and Her Sisters)
- Dennis Hopper – Blue Velvet
- Dennis Hopper – Freiwurf (Hoosier)
- Ray Liotta – Gefährliche Freundin (Something Wild)

1988
Sean Connery* – The Untouchables – Die Unbestechlichen (The Untouchables)
- Richard Dreyfuss – Nuts… Durchgedreht (Nuts)
- R. Lee Ermey – Full Metal Jacket
- Morgan Freeman – Glitzernder Asphalt (Street Smart)
- Rob Lowe – Square Dance

1989
Martin Landau – Tucker (Tucker: The Man and His Dream)
- Alec Guinness – Klein Dorrit (Little Dorrit)
- Neil Patrick Harris – Claras Geheimnis (Clara’s Heart)
- Raúl Juliá – Mond über Parador (Moon Over Parador)
- Lou Diamond Phillips – Stand and Deliver
- River Phoenix – Die Flucht ins Ungewisse (Running on Empty)

## 1990er Jahre
1990
Denzel Washington* – Glory
- Danny Aiello – Do the Right Thing
- Marlon Brando – Weiße Zeit der Dürre (A Dry White Season)
- Sean Connery – Indiana Jones und der letzte Kreuzzug (Indiana Jones and the Last Crusade)
- Ed Harris – Jacknife
- Bruce Willis – Zurück aus der Hölle (In Country)

1991
Bruce Davison – Freundschaft fürs Leben (Longtime Companion)
- Armand Assante – Tödliche Fragen (Q & A)
- Hector Elizondo – Pretty Woman
- Andy García – Der Pate III (The Godfather Part III)
- Al Pacino – Dick Tracy
- Joe Pesci* – GoodFellas – Drei Jahrzehnte in der Mafia (Goodfellas)

1992
Jack Palance* – City Slickers – Die Großstadt-Helden (City Slickers)
- Ned Beatty – Hear My Song
- John Goodman – Barton Fink
- Harvey Keitel – Bugsy
- Ben Kingsley – Bugsy

1993
Gene Hackman* – Erbarmungslos (Unforgiven)
- Jack Nicholson – Eine Frage der Ehre (A Few Good Men)
- Chris O’Donnell – Der Duft der Frauen (Scent of a Woman)
- Al Pacino – Glengarry Glen Ross
- David Paymer – Der letzte Komödiant – Mr. Saturday Night (Mr. Saturday Night)

1994
Tommy Lee Jones* – Auf der Flucht (The Fugitive)
- Leonardo DiCaprio – Gilbert Grape – Irgendwo in Iowa (What’s Eating Gilbert Grape)
- Ralph Fiennes – Schindlers Liste (Schindler’s List)
- John Malkovich – In the Line of Fire – Die zweite Chance (In the Line of Fire)
- Sean Penn – Carlito’s Way

1995
Martin Landau* – Ed Wood
- Kevin Bacon – Am wilden Fluß (The River Wild)
- Samuel L. Jackson – Pulp Fiction
- Gary Sinise – Forrest Gump
- John Turturro – Quiz Show

1996
Brad Pitt – 12 Monkeys (Twelve Monkeys)
- Ed Harris – Apollo 13
- John Leguizamo – To Wong Foo, thanks for Everything, Julie Newmar (To Wong Foo, Thanks for Everything, Julie Newmar)
- Tim Roth – Rob Roy
- Kevin Spacey* – Die üblichen Verdächtigen (The Usual Suspects)

1997
Edward Norton – Zwielicht (Primal Fear)
- Cuba Gooding Jr.* – Jerry Maguire – Spiel des Lebens (Jerry Maguire)
- Samuel L. Jackson – Die Jury (A Time to Kill)
- Paul Scofield – Hexenjagd (The Crucible)
- James Woods – Das Attentat (Ghosts of Mississippi)

1998
Burt Reynolds – Boogie Nights
- Rupert Everett – Die Hochzeit meines besten Freundes (My Best Friend’s Wedding)
- Anthony Hopkins – Amistad
- Greg Kinnear – Besser geht’s nicht (As Good as It Gets)
- Jon Voight – John Grisham’s: Der Regenmacher (The Rainmaker)
- Robin Williams* – Good Will Hunting

1999
Ed Harris – Die Truman Show (The Truman Show)
- Robert Duvall – Zivilprozeß (A Civil Action)
- Bill Murray – Rushmore
- Geoffrey Rush – Shakespeare in Love
- Donald Sutherland – Grenzenlos (Without Limits)
- Billy Bob Thornton – Ein einfacher Plan (A Simple Plan)

## 2000er Jahre
2000
Tom Cruise – Magnolia
- Michael Caine* – Gottes Werk und Teufels Beitrag (The Cider House Rules)
- Michael Clarke Duncan – The Green Mile
- Jude Law – Der talentierte Mr. Ripley (The Talented Mr. Ripley)
- Haley Joel Osment – The Sixth Sense – Der Sechste Sinn (The Sixth Sense)

2001
Benicio del Toro* – Traffic – Macht des Kartells (Traffic)
- Jeff Bridges – Rufmord – Jenseits der Moral (The Contender)
- Willem Dafoe – Shadow of the Vampire
- Albert Finney – Erin Brockovich
- Joaquín Phoenix – Gladiator

2002
Jim Broadbent* – Iris
- Steve Buscemi – Ghost World
- Hayden Christensen – Das Haus am Meer (Life as a House)
- Ben Kingsley – Sexy Beast
- Jude Law – A.I. – Künstliche Intelligenz (Artificial Intelligence: AI)
- Jon Voight – Ali

2003
Chris Cooper* – Adaption – Der Orchideen-Dieb (Adaptation.)
- Ed Harris – The Hours – Von Ewigkeit zu Ewigkeit (The Hours)
- Paul Newman – Road to Perdition
- Dennis Quaid – Dem Himmel so fern (Far from Heaven)
- John C. Reilly – Chicago

2004
Tim Robbins* – Mystic River
- Alec Baldwin – The Cooler – Alles auf Liebe (The Cooler)
- Albert Finney – Big Fish
- William H. Macy – Seabiscuit – Mit dem Willen zum Erfolg (Seabiscuit)
- Peter Sarsgaard – Shattered Glass
- Ken Watanabe – Last Samurai (The Last Samurai)

2005
Clive Owen – Hautnah (Closer)
- David Carradine – Kill Bill – Volume 2 (Kill Bill: Vol. 2)
- Thomas Haden Church – Sideways
- Jamie Foxx – Collateral
- Morgan Freeman* – Million Dollar Baby

2006
George Clooney* – Syriana
- Matt Dillon – L.A. Crash (Crash)
- Will Ferrell – The Producers
- Paul Giamatti – Das Comeback (Cinderella Man)
- Bob Hoskins – Lady Henderson präsentiert (Mrs. Henderson Presents)

2007
Eddie Murphy – Dreamgirls
- Ben Affleck – Die Hollywood-Verschwörung (Hollywoodland)
- Jack Nicholson – Departed – Unter Feinden (The Departed)
- Brad Pitt – Babel
- Mark Wahlberg – Departed – Unter Feinden (The Departed)

2008
Javier Bardem* – No Country for Old Men
- Casey Affleck – Die Ermordung des Jesse James durch den Feigling Robert Ford (The Assassination of Jesse James by the Coward Robert Ford)
- Philip Seymour Hoffman – Der Krieg des Charlie Wilson (Charlie Wilson’s War)
- John Travolta – Hairspray
- Tom Wilkinson – Michael Clayton

2009
Heath Ledger* – The Dark Knight
- Tom Cruise – Tropic Thunder
- Robert Downey Jr. – Tropic Thunder
- Ralph Fiennes – Die Herzogin (The Duchess)
- Philip Seymour Hoffman – Glaubensfrage (Doubt)

## 2010er Jahre
2010
Christoph Waltz* – Inglourious Basterds
- Matt Damon – Invictus – Unbezwungen (Invictus)
- Woody Harrelson – The Messenger – Die letzte Nachricht (The Messenger)
- Christopher Plummer – Ein russischer Sommer (The Last Station)
- Stanley Tucci – In meinem Himmel (The Lovely Bones)

2011
Christian Bale* – The Fighter
- Michael Douglas – Wall Street: Geld schläft nicht (Wall Street: Money Never Sleeps)
- Andrew Garfield – The Social Network
- Jeremy Renner – The Town – Stadt ohne Gnade (The Town)
- Geoffrey Rush – The King’s Speech

2012
Christopher Plummer* – Beginners
- Kenneth Branagh – My Week with Marilyn
- Albert Brooks – Drive
- Jonah Hill – Die Kunst zu gewinnen – Moneyball (Moneyball)
- Viggo Mortensen – Eine dunkle Begierde (A Dangerous Method)

2013
Christoph Waltz* – Django Unchained
- Alan Arkin – Argo
- Leonardo DiCaprio – Django Unchained
- Philip Seymour Hoffman – The Master
- Tommy Lee Jones – Lincoln

2014
Jared Leto* – Dallas Buyers Club
- Barkhad Abdi – Captain Phillips
- Daniel Brühl – Rush – Alles für den Sieg (Rush)
- Bradley Cooper – American Hustle
- Michael Fassbender – 12 Years a Slave

2015
J. K. Simmons* – Whiplash
- Robert Duvall – Der Richter – Recht oder Ehre (The Judge)
- Ethan Hawke – Boyhood
- Edward Norton – Birdman oder (Die unverhoffte Macht der Ahnungslosigkeit) (Birdman or (The Unexpected Virtue of Ignorance))
- Mark Ruffalo – Foxcatcher

2016
Sylvester Stallone – Creed – Rocky’s Legacy (Creed)
- Paul Dano – Love & Mercy
- Idris Elba – Beasts of No Nation
- Mark Rylance* – Bridge of Spies – Der Unterhändler (Bridge of Spies)
- Michael Shannon – 99 Homes – Stadt ohne Gewissen (99 Homes)

2017
Aaron Taylor-Johnson – Nocturnal Animals
- Mahershala Ali* – Moonlight
- Jeff Bridges – Hell or High Water
- Simon Helberg – Florence Foster Jenkins
- Dev Patel – Lion – Der lange Weg nach Hause (Lion)

2018
Sam Rockwell*  – Three Billboards Outside Ebbing, Missouri
- Willem Dafoe – The Florida Project
- Armie Hammer – Call Me by Your Name
- Richard Jenkins – Shape of Water – Das Flüstern des Wassers (The Shape of Water)
- Christopher Plummer – Alles Geld der Welt (All the Money in the World)

2019
Mahershala Ali* – Green Book – Eine besondere Freundschaft (Green Book)
- Timothée Chalamet – Beautiful Boy
- Adam Driver – BlacKkKlansman
- Richard E. Grant – Can You Ever Forgive Me?
- Sam Rockwell – Vice – Der zweite Mann (Vice)

## 2020er Jahre
2020
Brad Pitt* – Once Upon a Time in Hollywood
- Al Pacino – The Irishman
- Tom Hanks – Der wunderbare Mr. Rogers (A Beautiful Day in the Neighborhood)
- Joe Pesci – The Irishman
- Anthony Hopkins – Die zwei Päpste (The Two Popes)

2021
Daniel Kaluuya* – Judas and the Black Messiah
- Sacha Baron Cohen – The Trial of the Chicago 7
- Jared Leto – The Little Things
- Bill Murray – On the Rocks
- Leslie Odom Jr. – One Night in Miami

2022
Kodi Smit-McPhee – The Power of the Dog
- Ben Affleck – The Tender Bar
- Jamie Dornan – Belfast
- Ciarán Hinds – Belfast
- Troy Kotsur* – Coda

2023
Ke Huy Quan* – Everything Everywhere All at Once
- Brendan Gleeson – The Banshees of Inisherin
- Barry Keoghan – The Banshees of Inisherin
- Brad Pitt – Babylon – Rausch der Ekstase (Babylon)
- Eddie Redmayne – The Good Nurse

2024
Robert Downey Jr.* – Oppenheimer
- Willem Dafoe – Poor Things
- Robert De Niro – Killers of the Flower Moon
- Ryan Gosling – Barbie
- Charles Melton – May December
- Mark Ruffalo – Poor Things

2025
Kieran Culkin* – A Real Pain
- Juri Borissow – Anora
- Edward Norton – Like A Complete Unknown (A Complete Unknown)
- Guy Pearce –  Der Brutalist (The Brutalist)
- Jeremy Strong – The Apprentice – The Trump Story (The Apprentice)
- Denzel Washington – Gladiator II

* = Schauspieler, die später den Oscar für die Beste Nebenrolle des Jahres gewannen.